# ポル＝バジン
ポル＝バジン (ロシア語: Пор-Бажын、トゥバ語: Пор-Бажың、ウイグル語: پورباجىن قەدىمى شەھىرى / порбаҗин қәдими шәһири、英語: Por-Bajin, Por-Bazhyng) は、ロシア連邦トゥヴァ共和国南部にある遺跡。山地の湖上の島に存在する。ポル＝バジンという名はトゥバ語で「粘土の家」を意味する。発掘調査によると、ここは8世紀にウイグルの王宮として建設され、ほどなくしてマニ教の僧院に転用されたがすぐ放棄され、最終的に地震とそれに伴う火災で破壊された。ここの建築様式は唐代のそれにならったものである。

## 位置と様子
ポル＝バジンはテレホリ湖の小さな島いっぱいに造られた遺跡で、南シベリア・Sengelen山地の標高2,300メートルの高さにある。ロシア連邦トゥヴァ共和国の南西、Kungurtuk村の西8キロメートルに位置し、モンゴルとの国境に近い。
取り囲む城壁は215×162メートルの長方形で東西方向を向いており、ほぼ島全域を占めている。内部は2つの大きな広場、中心の建物群、北側・西側・南側の城壁に沿った小さな広場の連なりからなる。西側と東側のカーテンウォールは比較的保存状態が良い。メインゲートは東壁の中央にあり、ゲートタワーとそれに続く傾斜路が設けられている。カーテンウォール（外側）は最も高いところで10メートルの高さで残っており、内側の壁で最も高いところは1 – 1.5メートルである。

## 調査と同定の経緯

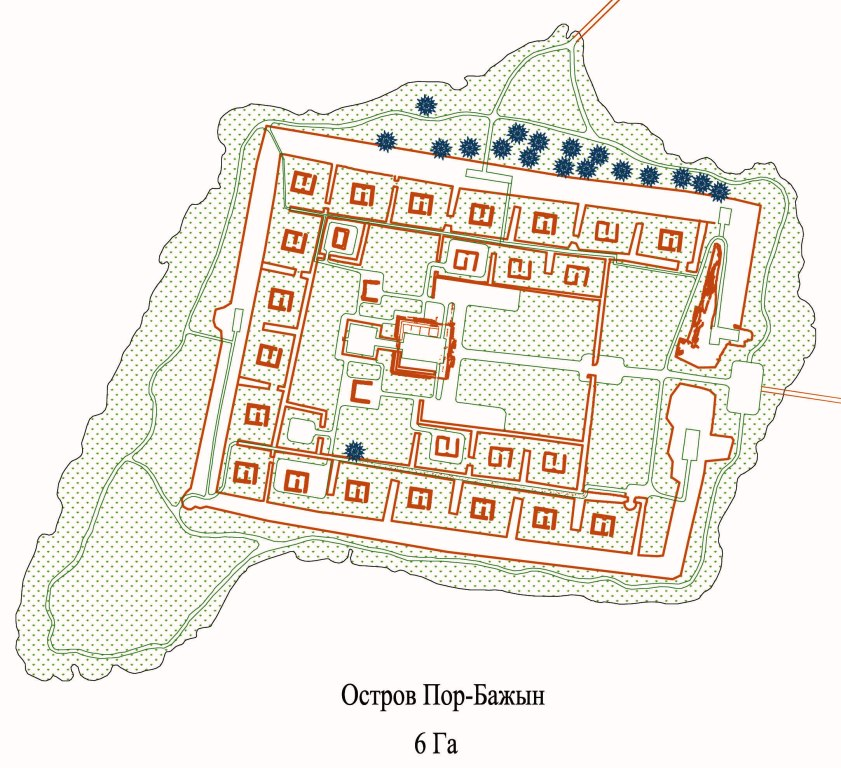
Vajnstejnが作成した遺跡の見取り図（2007年にポル＝バジン城址協会のため改訂された）

ポル＝バジンの存在は18世紀から知られており、1891年に初めて調査された。1957年から1963年にかけてロシアの考古学者 S.I. ヴァインシュテイン はこの遺跡の何箇所かで発掘を行った。2007年から2008年にかけてポル＝バジン城址協会 (Fortress Por-Bajin Foundation) によって大規模なフィールドワークが実施され、それにはロシア科学アカデミー、ロシア国立東洋美術館、モスクワ大学の学者たちも参加した。
19世紀末以降ポル＝バジンは、その場所、発掘された遺物の年代、回鶻の首都だったカラバルガスンの王宮施設との類似性から、ウイグルに関連する遺跡と考えられている。ヴァインシュテインはポル＝バジンについて「セレンガ石に刻まれた碑文によると、この王宮は葛勒可汗が750年に原住民との戦いに勝利したのち建てられた」と記している。葛勒可汗は回鶻の主として唐の内乱鎮圧に関与し、その皇女を娶った。ポル＝バジンは、辺境の城砦、僧院、儀礼の場、天体観測所としても使われたと考えられている。これらについては、2008年のフィールドワークの報告が出される以前にも文献で記されている。

## 2007年-2008年のフィールドワークの成果
地球物理学者によると、この島は基本的に、永久凍土の岩栓が浅い湖から突き出たものである。この島は、上に城砦が建てられる数世紀前から湖の上に浮かんでいたようである。城壁に使われた粘土は、島の周囲の湖底から掬われたものかもしれない。また地形学的フィールドワークによって、2度の地震の痕跡が見つかった。最初のものは8世紀の城砦建築より前にあったようである。中世の後半に大規模な地震が起こり、それによって火災が起こり、加えて南と東の城壁および北西の角の稜堡が崩壊した。

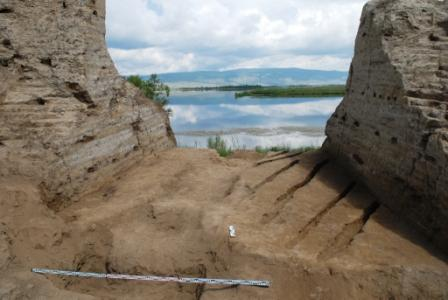
2007年-2008年の調査時、北側のカーテンウォールに作られた溝。版築の層を示している。

外側の城壁は、木枠の中で土を層状に突き固める、中国式の「版築」という技法で造られており、元は11メートルの高さがあった。東壁北側の稜堡の一部を掘り崩したところ、木製の作業用足場の跡がカーテンウォールと稜堡の上部に通っていた。メインゲートには大きな木材で造られた3つの通路があったが、そのほとんどは焼け焦げている。メインゲートを入ると、小さなゲートでつながった2つの広場がある。外側の広場には何の構造物もない。

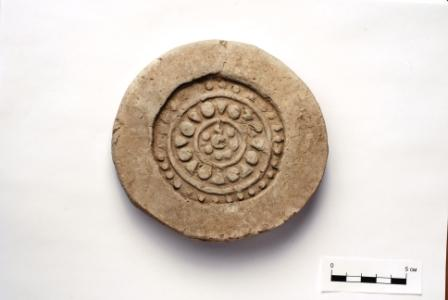
中国風の瓦当。2007年の発掘で見つかった。スケールはセンチメートル。

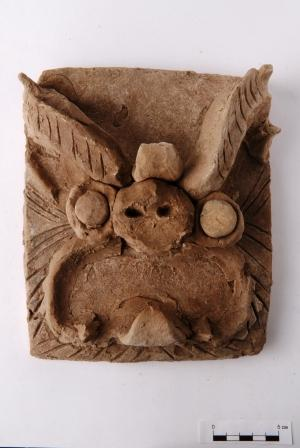
中国風の魔除けの龍を刻んだタイル。2007年の発掘で見つかった。スケールはセンチメートル。

内側の広場にはメインとなる建物群があり、それは2つの中心となる建物と、脇にある2つの細長い建物からなる。中心の建物は前後に連なっており、粘土層の真四角の土台の上に、煉瓦と石灰石の漆喰で建てられている。大きな方の建物の内部は、編み枝と漆喰で作った板で、2つの広間といくつかの小部屋に仕切られている。壁と板は石灰石の漆喰で覆われ、幾何学模様と赤い水平の縞模様が描かれている。異なった品質の漆喰層が2層あることは、修繕の跡を示している。瓦屋根は36本の木製の柱で支えられ、それは石の土台の上に乗っていた。この建物は、唐代の建築で特徴的な柱・梁構造だったようである。それは焼けた木材の破片に「組物」と呼ばれる中国式の建築技法の跡が残っていたことからも分かる。
囲われた小さな広場の連なりは、北側・西側・南側のカーテンウォールの内側に沿っている。これらの広場は、仕切り壁の小さなゲートで各々接続されている。それぞれの広場には、1・2部屋からなる小さな建物があった。

## 年代と建物の役割
年輪年代学および放射性炭素年代測定による調査では、この「城砦」は770年から790年の間に造られたと考えられる。これは葛勒可汗の後を継いだ牟羽可汗の治世にあたるため、セレンガ石の碑文はポル＝バジンが王宮だったと記しているが、王宮だったはずはないと発掘者たちは指摘している。しかし、カラバルガスンにあったウイグルの王宮とレイアウトが似ていることから、やはり王宮だった可能性もある。この遺跡は発見物が少なく、文化層（文化的特徴を示す遺物がある堆積層）が事実上なく、（寒冷な地にもかかわらず）暖房設備が全く見当たらないことから、果たして定住した住民がいたのかという議論がある。しかし、修繕・再建の跡が見られることは、人が一定期間いたことを示唆している。ポル＝バジンが儀礼の場もしくは軍事拠点だったとは考えづらいが、それを確証する証拠はない。

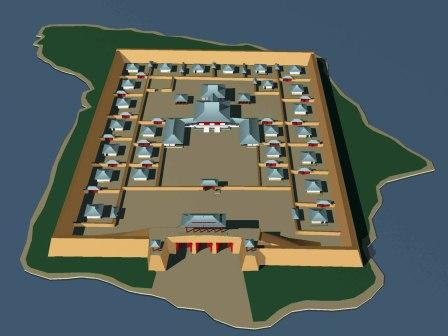
2007年-2008年の発掘調査を元に3Dで再現したポル＝バジン（R.A. Vafeev 作）

ポル＝バジンに見られる中国の影響として、(1) 中央の建物群のレイアウトが唐風である、(2)「版築」「柱・梁構造」のように中国風の建築技法が使われている、(3) 瓦の様式など中国風の建築用材が見られる、という点が挙げられる。ポル＝バジンは、軸線に沿ったレイアウトと中心に主たる建築を置く中国の「理想的都市」と、居住区の周囲を壁で取り囲んだ「理想的仏教僧院」が融合したものである。
発掘調査の結論としては、ポル＝バジンは牟羽可汗が夏季に使う王宮として建造され、地震による損傷と牟羽可汗のマニ教への転向ののち、マニ教の僧院に転用されたと考えられる。牟羽可汗が死去しマニ教が廃止されると、僧院としても放棄された。そして無人となったポル＝バジンは、1度もしくは複数回の地震と、それに伴う中心部の建物群もしくはどこかから出火した火災で破壊されたと考えられる。

## 現代におけるポル＝バジンの重要性
2007年と2008年に行われたポル＝バジンの発掘調査は、ウイグルのメディアで非常に大きく取り上げられ、カザフスタンにあるウイグル文化センターの派遣団が2007年の発掘調査の際にここを訪問した。現在ウイグルは彼ら自身の国を持たないが、今でもかつての回鶻の栄光から文化的アイデンティティーの本質を受け継いでいるのである。

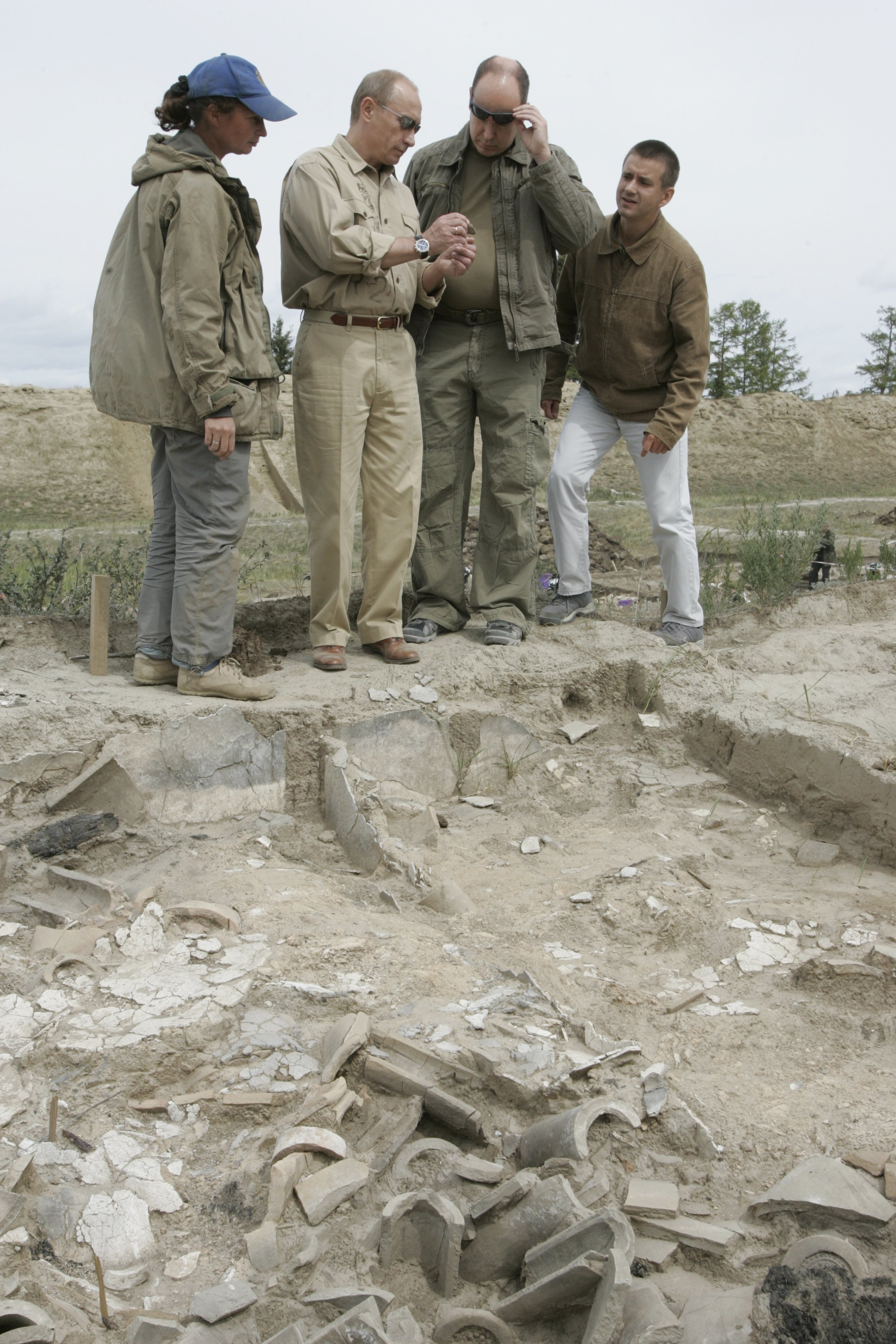
ポル＝バジンを訪れたプーチン（中央）とアルベール2世（右）

トゥバ出身でロシア非常事態相のセルゲイ・ショイグは、フィールドワークの資金を提供したポル＝バジン城址協会の会長だったことがある。2007年に彼は、プーチン首相とモナコ大公アルベール2世をここの発掘調査に案内した。